# 그레텔 발데스
그레텔 발데스(Grettel Valdez, 1976년 7월 7일 ~ )는 멕시코의 배우이다.